# Wirtschaft der Dominikanischen Republik

## Der primäre Wirtschaftssektor

### Die Agrarwirtschaft

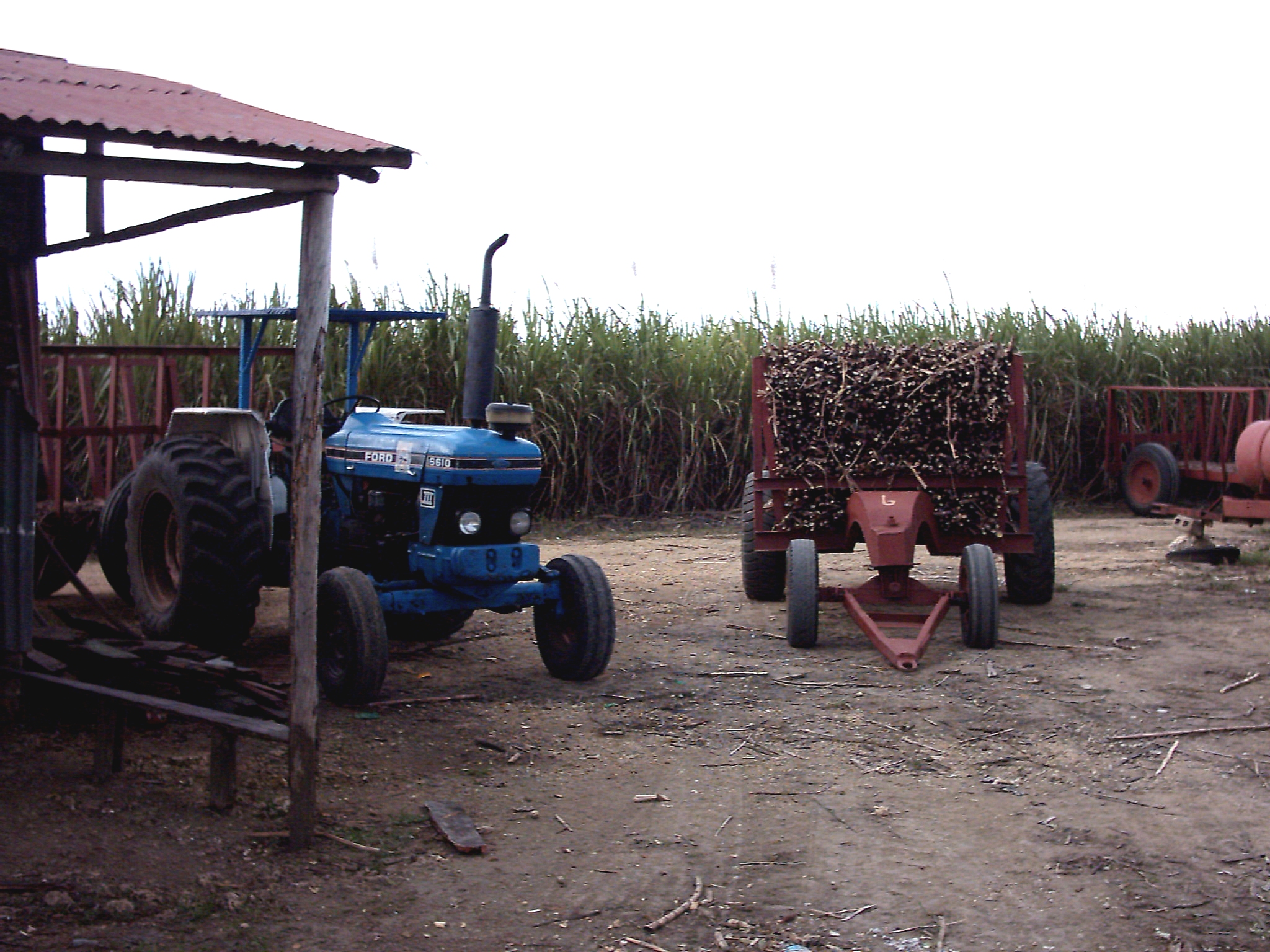
Der Anbau von Zuckerrohr ist das wichtigste Standbein der dominikanischen Agrarwirtschaft

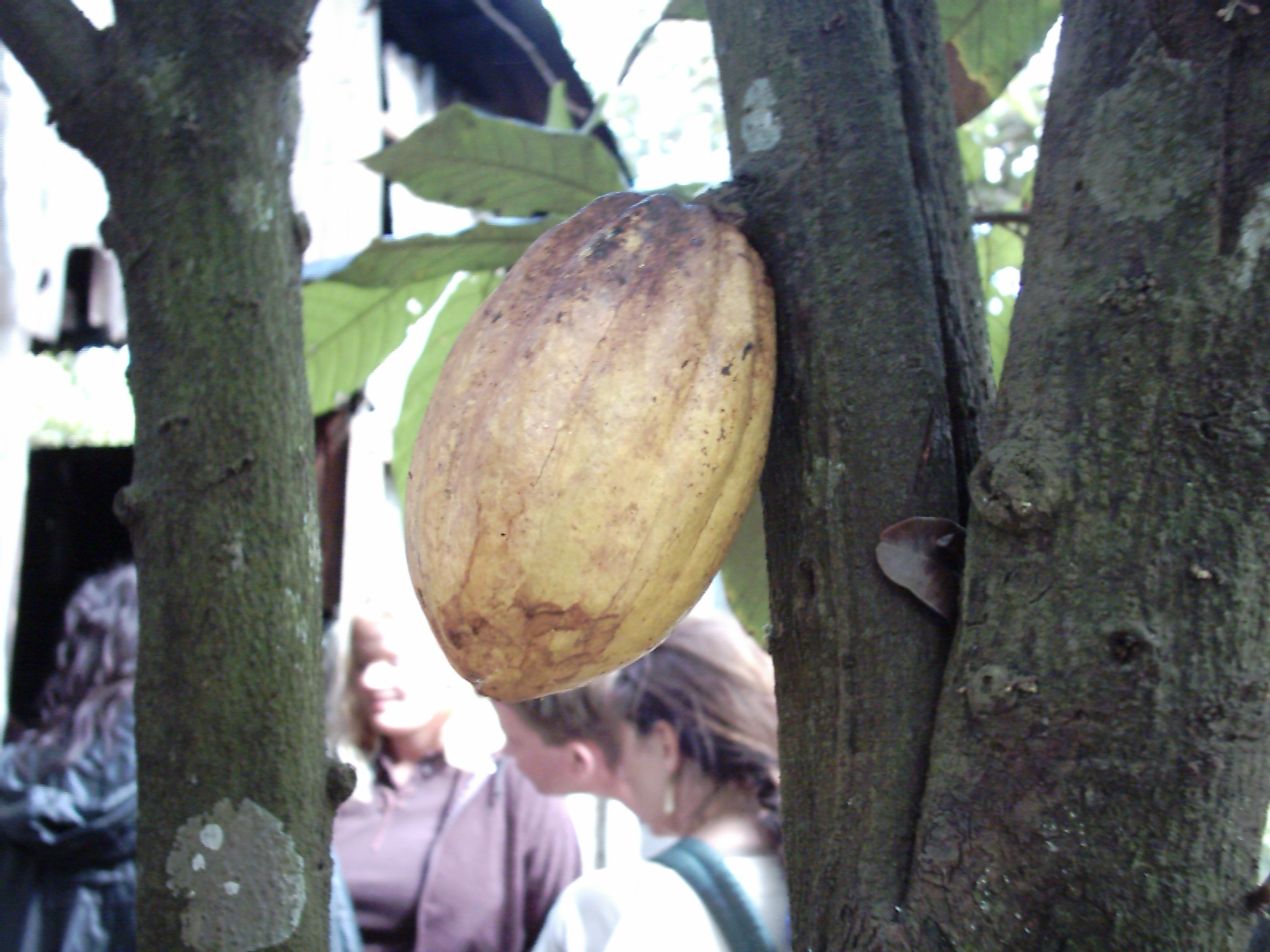
Auch Kakao ist ein wichtiges Exportgut der Dominikanischen Republik

Die Agrarwirtschaft stellte über einen langen Zeitraum den wichtigsten Teil der dominikanischen Wirtschaft dar und war fast ausschließlich auf den Export ausgerichtet. Im Wesentlichen wurde neben Kakao, Kaffee und Bananen vor allem Zuckerrohr angebaut. Traditionell stellte der Zuckerexport einen unverzichtbaren Teil des Exportwertes des Landes dar. Der Zuckerrohranbau zeichnete sich, wie die gesamte Agrarwirtschaft, durch eine recht geringe Produktivitätsrate aus. So waren während der 1960er Jahre im Schnitt etwa 60 % der erwerbstätigen Bevölkerung in diesem Sektor beschäftigt, trugen aber lediglich knapp ein Viertel zum BIP bei. Im selben Jahrzehnt begann sich im Zuge ökonomischer Veränderungen auf dem Weltmarkt die Wirtschaftsstruktur des Landes drastisch zu verändern. Ungünstige terms of trade ließen die Bedeutung der Agrarwirtschaft allmählich zugunsten von Bergbau und ab den späten 1980er Jahren von Tourismus absinken. Mitte der 1970er Jahre erwirtschaftete der Zucker noch fast die Hälfte des Exportwertes des Landes, dieser Anteil fiel jedoch bis 1985 auf 21 % ab.
Einer der Hauptgründe war dabei die Erosion der Weltmarktpreise für Zucker, welche in der ersten Hälfte der 1980er Jahre stark einbrachen. 1982 beispielsweise erzielte karibischer Zucker nur noch ein Viertel des Preises im Vergleich zum Jahr 1980. 1985 belief sich jener Wert auf weniger als ein Fünftel. Insbesondere die starke Reduzierung der US-Einfuhrquote für dominikanischen Zucker im Jahr 1998 führte dazu, dass der Anteil von Zucker an der gesamten Exportleistung in nur zwei Jahren von rund 21 % 1997 auf 4 % 1999 absank. Der Umstand, dass 1994 immer noch über ein Drittel der Erwerbstätigen in der Landwirtschaft arbeiteten, zeigt die nach wie vor vorhandene geringe Produktivität auf. Hinzu kommt, dass die Zuckerwirtschaft maßgeblich von multinationalen Konzernen und dem Staat dominiert wird. Der Rückzug ausländischer Investoren aufgrund der stetig sinkenden Rentabilität brachte starke zusätzliche soziale Kosten für die Dominikanische Republik mit sich.
Es wird teilweise mit Erfolg versucht, auf andere Produkte umzustellen, wobei aber nach wie vor auf den Export gesetzt wird. So ist die Dominikanische Republik mittlerweile drittgrößter Exporteur von Avocados (nach Israel und Südafrika).
Des Weiteren ist die ungleiche Verteilung von landwirtschaftlicher Nutzfläche zu benennen. 1 % der Landwirtschaftsbetriebe besitzen über 50 % des Nutzbodens, während 75 % der kleinen Agrarbetriebe nur über einen Anteil von 15 % verfügen. Die Binnennachfrage an landwirtschaftlichen Erzeugnissen wird von mittelgroßen Betrieben nur unzureichend gedeckt. Da trotz einiger Versuche einer Bodenreform zugunsten der Kleinbauern immer noch 85 % aller Agrarbetriebe kleiner als 5 ha sind, gelingt keine bedarfsgerechte Subsistenzproduktion für den Landesverbrauch. Die notwendigen Nahrungsmittelimporte tragen somit zu dem chronischen Defizit der Handelsbilanz bei.

### Der Bergbau
Die Bergbauwirtschaft war lange Zeit vollkommen unbedeutend, verzeichnete aber ab den 1970er Jahren ein exorbitantes Wachstum. Während dieses Jahrzehnts stieg der Anteil dieses Wirtschaftszweiges am Export von <0,5 % 1970 auf 38 % im Jahr 1980. Neben dem Abbau von Eisennickel waren Gold, Silber sowie Bauxit von größerer Bedeutung. Allerdings waren lediglich 1 % der Erwerbstätigen in diesem Segment beschäftigt, was für eine hohe Produktivität spricht. Anderseits zeigt dies, dass dieser Sektor kaum Arbeitsplätze schuf, um größere Teile der Erwerbstätigen einzustellen und an den relativ guten Verdienstmöglichkeiten teilhaben zu lassen.
Zudem dominierten auch in diesem Bereich ausländische Großkonzerne das Geschäft, was sich Mitte der 1980er fatal auswirkte. Wie im Zuckergeschäft 1984 die Gulf and Western Company verkaufte auch die Aluminum Company of America (Alcoa) bereits 1982 ihre sämtlichen Fabriken im Bauxitsektor aufgrund internationaler Preisrückgänge und allgemeiner Wirtschaftsrezession.
Einzig Eisennickel machte noch bis in die Mitte der 1990er Jahre hinein einen bedeutenden Anteil von ca. 30 % des gesamten Exportvolumens aus. Doch auch dort führten große Preisverfälle und geringe Nachfrage dazu, dass Ende Oktober 1998 die gesamte Produktion für drei Monate eingestellt wurde. Im Jahr 1999 betrug das Exportvolumen daher nur noch knapp 5 %.

## Der sekundäre Wirtschaftssektor
Die Industrie der Dominikanischen Republik konzentrierte sich zunächst vorwiegend auf die Weiterverarbeitung von landwirtschaftlichen Erzeugnissen, allen voran auf die von Zucker und seiner Nebenprodukte, weiterhin auf die Getränke- und Lebensmittelherstellung sowie die Herstellung chemischer Erzeugnisse, die Produktion von Textilien und Zement.
Von enormer Wichtigkeit für die Dominikanische Republik erwiesen sich in den letzten Jahren die sog. „Freien Produktionszonen“ („zona franca“), die de facto außerhalb der Volkswirtschaft halbfertige Erzeugnisse importieren, zu Fertigerzeugnissen weiterverarbeiten und diese wieder exportieren. Die Bedeutung der „Freien Produktionszonen“ für die dominikanische Wirtschaft lässt sich aus folgendem Grund nur indirekt nachweisen: Lediglich die Löhne und Gehälter der dort Beschäftigten fließen in die Berechnung des BIP mit ein, nicht aber die Gewinne der dort tätigen Unternehmen. Ihre Zahl belief sich 1998 auf immerhin ca. 500, und sie boten rund 190.000 Menschen Arbeit. Weiterhin beanspruchten die „Freien Produktionszonen“ ca. 37 % aller Importe des Landes und machten 1998 über 82 % des Exportes aus. Mit ein Grund, weswegen sich dieser Anteil dermaßen vergrößern konnte, ist der im vorigen Abschnitt genannte Verfall der Rohstoffpreise der ehemaligen Hauptexportprodukte Zucker, Bauxit usw.
Trotz dieses rasant gewachsenen Teils der dominikanischen Wirtschaft zeichnete sich schon 1998 eine beginnende Stagnation ab. Die Dominikanische Republik ergriff diesbezüglich die Initiative und versuchte zusammen mit anderen zentralamerikanischen Staaten Druck auf die US-Regierung auszuüben, mit dem Ziel, eine Parität mit der mexikanischen Textilindustrie zu erlangen.

## Der tertiäre Wirtschaftssektor
Wie sich aus den bereits genannten Beschäftigungszahlen ergibt, ist der Großteil der Erwerbstätigen in diesem Sektor beschäftigt. Ihr Anteil in diesem Sektor beläuft sich auf geschätzte 40–45 % im Jahr 1994. Hierbei muss allerdings beachtet werden, dass zu diesem Sektor auch Kleingewerbe, Schuhputzer, Straßenverkäufer etc. gezählt werden. Diese Form der Arbeit dient gleichermaßen als eine Art Auffangbecken für Arbeitslose und stellt für viele städtische Familien der untersten sozialen Schicht die einzige Überlebenschance dar.
Trotz aller Widrigkeiten in den anderen Wirtschaftssektoren belief sich der durchschnittliche Zuwachs des BIP auf 7 % in der zweiten Hälfte der 1990er Jahre. Besonders hervorstechend sind die Zuwachsraten in Bereich der Bauwirtschaft (1996–99: Ø +17,1 %), Kommunikation (1996–99: Ø +17,93 %) und Hotels & Gaststätten (1996–99: Ø +11,23 %). Diese Entwicklung geht hauptsächlich auf den Tourismus zurück, der sich seit den späten 1980er Jahren massiv ausgeweitet hat. Dieser Bereich wurde innerhalb relativ kurzer Zeit zum Hauptdevisenbringer des Landes.
Einen nicht zu vernachlässigenden Nachteil hierbei stellt die strukturelle Abhängigkeit von ausländischen Konjunkturlagen dar. Nahezu alle Touristen des Landes sind aus westlichen Industrienationen; sie bleiben aus, wenn sich die Konjunktursituation in ihren Heimatländern verschlechtert. Insbesondere nach den Anschlägen vom 11. September 2001 und der einsetzenden internationalen Wirtschaftsflaute erfolgte ein zunächst leichter Einbruch im Touristikgeschäft. So verringerte sich die Zahl der Touristen 2002 im Vergleich zu 2001 um immerhin 146.000 bzw. ca. 5 %. Dabei handelte es sich vor allem um ausbleibende Touristen aus den USA.
Im ersten Halbjahr 2006 lag die durchschnittliche Verweildauer der Touristen bei 9,5 Tagen, d. h., es gibt relativ viele Kurzurlauber aus den USA und Kanada (52 %). Die Europäer (39 % der Touristen) bleiben in der Regel mindestens zwei Wochen.
Die Dominikanische Republik ist übrigens schon seit längerer Zeit keine Billigdestination mehr: Ein Tourist gibt derzeit (Stand: 1. Halbjahr 2006) pro Tag etwa 107,- US-$ aus. Das Preisniveau für Waren in Supermärkten liegt fast auf europäischem Niveau.

### Finanzmarkt
Das Land führt eine Wertpapierbörse – die Bolsa de Valores de la República Dominicana – mit dem GOBIXDR als Leitindex.

## Die Erwerbsstruktur und soziale Situation
Die Wirtschaftsstruktur des Landes hat sich in den letzten 40 Jahren maßgeblich verändert und hatte auch Auswirkungen auf die Bevölkerung. Heute arbeiten zwar immer noch viele erwerbstätige Menschen im Agrarsektor, doch ist dessen Bedeutung zugunsten des Tourismus, auch hinsichtlich der Quantität der Arbeitsplätze, weit zurückgegangen. Zunehmend ist eine Vielzahl von Arbeitsplätzen direkt oder indirekt vom Tourismus abhängig. Im Zuge dieser Entwicklung konnte sich eine Mittelschicht herausbilden, die zu Beginn der 1960er Jahre überhaupt nicht vorzufinden war und zunehmend an Bedeutung gewinnt.
Jedoch kann dieser Umstand nicht über die soziale Realität des Landes hinwegtäuschen. Dies lässt sich besonders gut an der Einkommensverteilung ablesen. 1998 verfügte das reichste Fünftel der Bevölkerung über mehr als 53 % aller Einkommen, während sich auf das ärmste Fünftel lediglich knapp 5 % aller Einkommen verteilte. Noch anschaulicher wird diese Ungleichheit in der Verteilung der Einkommen, wenn man den Anteil des reichsten Zehntels betrachtet, welcher ganze 37,9 % ausmacht. So führte der stattliche Zuwachs des BIP pro Kopf von rund 1.040 US-$ (1990) auf 2.110 US-$ (1999) nicht dazu, dass untere Einkommensschichten davon profitieren konnten. Seit Beginn der 1990er Jahre nahm die Einkommenskonzentration auf die obersten 30 % der Bevölkerung leicht, aber stetig zu. Demzufolge verschlechterte sich die Einkommenssituation für die ärmeren und ärmsten Schichten. Viele Menschen verdienen ihr Geld im „informellen Sektor“ – es gibt für viele, besonders für die Unqualifizierten, keine Formalisierung der Arbeitsverhältnisse (d. h. nur mündlich ausgesprochene kurzfristige Arbeitsverträge, keine Arbeitsschutzgesetze, keine Lohnfortzahlung, keine soziale Absicherung), und dazu (typisch für Arbeiten im informellen Bereich) ist die Arbeit der geringverdienenden Dominikaner sehr unproduktiv.
Weshalb sich aufgrund dieser Lage der Bevölkerung das politische System nicht zu destabilisieren begann, wird u. a. auf zwei Faktoren zurückgeführt: Einerseits dienen die halbe Million illegalen Einwanderer aus Haiti als stilisierte Sündenböcke und wurden bis in die Gegenwart hinein Opfer von Gewalt, Diskriminierung und Ausbeutung. Grundlage hierfür ist die Zeit der haitianischen Besetzung des Landes von 1822 bis 1844 und der daraus entstandene Hass sowie Rassismus, der kennzeichnend für die Dominikanische Republik ist. Dieser Umstand war stets ein gern benutztes propagandistisches Element der Politik. Auf der anderen Seite sorgt die meist illegale Arbeitsmigration vor allem in die USA für eine Entlastung des staatlichen Arbeitsmarktes und dient, mit Einschränkungen, der Verbesserung der Lebensbedingungen der betreffenden Menschen sowie – über Geldtransfers – auch der zurückgebliebenen Familienangehörigen. Laut einer Studie der Interamerikanischen Entwicklungsbank aus dem Jahr 2004 betrugen die jährlichen Überweisungen von in den USA lebenden Dominikanern rund 1,6 Milliarden US-Dollar.

## CAFTA-Freihandel
Die Dominikanische Republik ist wirtschaftlich gesehen im internationalen Vergleich nicht konkurrenzfähig. Die Abkommen der CAFTA-Freihandelszone mit bis 2010 sukzessiv abnehmenden Zöllen für den Warenaustausch mit den USA werden deshalb zu mehr Importen aus den USA führen, aber nicht zu signifikant mehr Exporten. Da sich die Zölle für Einfuhren aus der EU nicht reduzieren, wird es für europäische Unternehmen zunehmend schwieriger, Waren günstig in die Dominikanische Republik zu exportieren.

## Strukturprobleme
- Energieversorgungsnetz: Als Probleme angesehen werden, dass 85 % der Energie aus thermischen Kraftwerken stammen und zudem 69 % der Treibstoffe importiert werden müssen, was eine große Abhängigkeit von nicht erneuerbaren Energieträgern und Treibstoffkosten darstellt. Angeführt werden auch ernsthafte Schwierigkeiten einer sicheren und effizienten Stromversorgung, verursacht nicht zuletzt von hohen Verlusten in der Verteilung (2012: 31,6 %[13]), bedingt durch „Stromdiebstahl“ und technische Mängel. Ein weiteres Probleme stellt die hohe Abhängigkeit von öffentlichen Subventionen dar, so musste der Staat von 2005 bis 2010 4,7 Mrd. USD oder 1,8 % des BIP zuzahlen. Dies reicht jedoch bisweilen nicht aus, um die Produzenten auszuzahlen, was zu regelmäßigen Abschaltungen führt[14]. Ein weiteres Thema ist die magere Nutzung vorhandener Ressourcen wie Sonne, Wind und Wasserkraft, welche im Jahre 2012 zusammengenommen nur 13,2 % zur Energieerzeugung beisteuerten[13].[15]
- Die Dominikanische Republik hat ein im internationalen Vergleich dürftiges Gesundheitswesen.
- Die Dominikanische Republik hat im internationalen Vergleich ein schwaches Bildungswesen.

## Wechselkursdirigismus
Der Wechselkurs des Dominikanischen Peso (DOP) zum US-Dollar (USD) folgt häufig keinen wirtschaftlich angemessenen Überlegungen, sondern scheint willkürlich. Daraus resultiert eine Planungsunsicherheit für Privatpersonen wie für Unternehmen.
Besonders gravierend waren die Kursschwankungen zu Zeiten des Präsidenten Hipólito Mejía (2000–2004), als der Kurs in kurzer Zeit von etwa 1:16 bis auf knapp 1:60 stieg, während der Panamerikanischen Spiele in Santo Domingo (2003) oder zu anderen Anlässen aber wieder auf etwa 1:25 stark zurückging. Seit der Wiederwahl Leonel Fernández’ ist der Peso deutlich stabiler.